# Arthur Jackson
Arthur Jackson (n. 15 mai 1918, New York City, New York, SUA – d. 6 ianuarie 2015, Concord, New Hampshire, SUA) a fost un trăgător de tir ce a reprezentat Statele Unite ale Americii, medaliat olimpic. A participat la 3 ediții ale Jocurilor Olimpice (1948, 1952, 1956) în care a câștigat o medalie de bronz.